# Откровение Авраама
Откровение Авраама — апокриф, встречающийся в списке XIV века (Сильвестровский сборник) и входящий в состав Толковой Палеи. 

## Сведения
Апокриф основан на еврейских сказаниях об Аврааме, отчасти внесённых в разные книги (Яшар, Мидраш, Гемара). Сказания эти перешли в апокриф не прямо, а путём греческих переделок. 
Перевод с греческого появился на славянском юге в глубокой древности, но южно-славянских текстов не сохранилось. Содержание «Откровения Авраама» сводится к тому, что Авраам убеждается в бессилии языческих идолов, которых делает его отец Фарра: идол Марумаф, ударившись о другого идола, лишается головы; часть идолов, отправленных для продажи, при падении, разбивается; идол Варисат, приставленный для наблюдения к горящим дровам, частью сам сгорает. 
В результате Авраам доходит до мысли о Боге, всё сотворившем. Тогда слышится голос с неба, приказывающий Аврааму, после 40-дневного поста, принести жертву Богу, и приставленный к Аврааму ангел Иоиль ведёт его на гору Хорив. Здесь Авраам приносит жертву и подвергается покушению дьявола Азазила, но ангел приказывает ему оставить Авраама. По захождении солнца Авраам вместе с Иоилем возносится на небо, сидя на крыле голубином. Сначала они видят неописуемый свет, затем престол, стоящий на четырёх животных, семь небес и всё, что делается на них, землю, преисподнюю и Эдем, в котором находятся Адам, Ева и Азазил. 
Авраам задаёт вопрос о том, каким образом Бог допустил грехопадение? Вместо ответа излагаются предсказания о будущих судьбах мира, указываются грехи и преступления на земле и наказания за них в будущей жизни. 
В близкой связи со второй частью этого апокрифа находится другой апокриф: «Смерть Авраама».

## Переводы на русский язык
- Н.С. Тихонравов, 1863[2]